# Acrotomodes hepaticata
Acrotomodes hepaticata là một loài bướm đêm trong họ Geometridae.